# 에밀리 월리스
에밀리 월리스(Emilee Wallace, 1989년 9월 19일 ~ )는 미국의 배우, 텔레비전 배우, 영화배우이다.
오클라호마시티에서 태어났다.

## 영화
- 마이 블랭키 (2013년)
- 아미쉬 그레이스 (2010년) - 티처 루스 역